# RadioPirate
"Radio Pirate" redirige ici. Pour les stations de radio émettant sans autorisation, voir Radio pirate.
RadioPirate est une radio diffusée sur internet fondée par l'ancien morning-man de CHOI-FM, Jeff Fillion. Elle diffuse à partir de Québec depuis le 17 mars 2006. Le site offre des diffusions en direct ou par podcast en format MP3 48 kb/s ou AAC+ 48 kb/s.
Le projet devait initialement porter le nom de « Radio X Pirate », mais le 30 novembre 2005, Genex mit en demeure son ancien animateur pour lui interdire d'utiliser cette variante de l'appellation choisie par CHOI depuis des années. Fillion obtempéra et changea le nom.
La première émission de Fillion sur RadioPirate fut diffusée le 17 mars 2006 (un an jour pour jour après son congédiement de CHOI-FM) avec la collaboration de Marie Saint-Laurent, ex-collaboratrice qui fut remerciée de ses services en même temps que le morning man.
Le 14 août 2006, Jeff Fillion signe avec la radio satellite XM et son émission débute sur les ondes le 5 septembre 2006.
Le 17 novembre 2009, après cinq ans de poursuites judiciaires, l’animateur Jeff Fillion et son ancien employeur, l'entreprise Genex Communication et son ancien patron Patrice Demers, signent une entente à l’amiable promettant de tourner la page sur tous les litiges qui les opposaient. 
Poursuites, condamnations, créances, huissier, ordonnance de saisie, gel d’actifs, spectre de faillite, arbitrage, la liste est longue depuis le 17 mars 2005, date où l’ancien morning man a été congédié des ondes du 98,1 DE
Le 12 août 2011, Jeff Fillion annonce que XM (maintenant XM/SIRUS depuis la fusion en mai 2011) met fin immédiatement à l'entente conclue moins de 5 ans auparavant dans un désir de prendre une nouvelle orientation pour le canal 156.
Le 31 mai 2013, l'un des co-animateurs Yves Landry annonce qu'il quitte l'équipe après près de 17 ans de collaboration. Les raisons de son départ resterons nébuleuses pour les auditeurs mais il sera laissé sous-entendu que l'apport de l'individu au sein du groupe n'était pas ce que l'on espérait. Il sera remplacé par Claude « Gerry Pizza » Trudel, boursicoteur hebdomadaire, à titre de coanimateur régulier.
Durant cette période, l'équipe tente d'orienter la conception de son émission à la manière « syndicated », c'est-à-dire que le contenu est produit sous forme de capsules d'environ vingt minutes chacune, enregistrées à l'avance et séparées par sujet. Le contenu de ces capsules étant majoritairement intemporel, il n'est plus nécessaire d'écouter le tout en direct. L'auditeur a alors la liberté d'écouter quand bon lui semble ou même de choisir les capsules qui l'intéressent. Ce format de production permet à RadioPirate de vendre son contenu à tout diffuseur qui en serait intéressé.
Le lundi 3 mars 2014, l'équipe de RadioPirate revient sur les ondes hertziennes à la station de NRJ 98,9 à Québec sous une toute nouvelle forme jusque-là inconnue au Québec. Les cinq premières capsules de vingt minutes ne sont diffusées qu'exclusivement sur RadioPirate.com aux membres ayant un abonnement tandis que les six dernières sont diffusées à la fois sur la radio conventionnelle et sur le site. Bien que certains sujets soit abordées à deux reprises afin d'atteindre les deux auditoires, ils sont abordés de façon différente selon le canal de diffusion.

## L'équipe

### Actuelle
- Jeff Fillion Animateur
- Claude « Gerry Pizza » Trudel, boursicoteur
- Nick « Le péquiste » Dallaire Producteur délégué, opérations
- Doum « Badadoum » Dumas Coanimateur, gars de nouvelles.

### Autres collaborateurs
- Éric Duhaime, chroniqueur politique
- Dominick Gauthier, entraîneur en ski acrobatique personnel de Jennifer Heil
- Sébastien « Le haineux » Vézina, metteur en ondes, webmaster, direction technique
- Steve « Smart » Martineau, animateur de Radio shock
- Nicole « la schizophrène », auditrice qui partage des tranches de vie et dit parfois des rumeurs (inventée de toutes pièces).
- Pascal Beausoleil dit Le Surfer Boy, chroniqueur du monde des médias
- Steve « the geek » Tremblay, chroniqueur techno et créateur du site PrincesseQuebec400
- Dan Boudreault, chroniqueur auto
- Frederic Tetu, professeur de philosophie et chroniqueur politique occasionnel.
- Claude Fortin, spécialiste en aviation du Groupe TVA et Président du Groupe FORTAS (www.fortasgroup.com)
- Nathalie Elgrably, économiste et intervenante économique occasionnelle.
- Denis Boucher, docteur en médecine sportive et chroniqueur santé.
- Ian Sénéchal, chroniqueur politique et économique.
- Stéphane Bruyère, chroniqueur immobilier.
- Élaine Gailloux, chroniqueur voyage
- Philippe Lapeyrie, chroniqueur vin
- Dominic Maurais, chroniqueur et intervenant sur l’actualité

### Ancien-Animateur
- Olivier Mailloux
- Marie St-Laurent
- Vincent Cauchon
- Yves Landry Coanimateur